# Spielbankabgabe
Die Spielbankabgabe ist eine Steuer, die von den Betreibern öffentlicher Spielbanken in der Bundesrepublik Deutschland zu entrichten ist. Die Höhe der Steuer richtet sich nach dem Differenzbetrag aus den Einsätzen und Gewinnen der Spieler, dem Bruttospielertrag. Sie ist in den einzelnen Bundesländern unterschiedlich hoch und liegt zwischen 20 und 80 Prozent der Bruttospielerträge.
Die Spielbankabgabe ist eine sehr alte Steuer, die bereits im Mittelalter in unterschiedlicher Form in vielen deutschen Städten erhoben wurde. Das Aufkommen der Spielbankabgabe steht in Deutschland den Ländern zu. Es betrug 100 Mio. € im Jahr 2021. Rechtsgrundlage für die Spielbankabgabe sind die Spielbankgesetze der Bundesländer und die Verordnung über öffentliche Spielbanken vom 27. Juli 1938.

## Bruttospielertrag
Die Bruttospielerträge (BSE) einer Spielbank stellen die Differenz zwischen Spieleinsätzen und Spielgewinn dar. Der BSE ist zentrale Umsatzgröße einer Spielbank. Die Ermittlung der Spielbankabgabe erfolgt damit auf andere Weise als bei der üblichen Unternehmensbesteuerung. Damit knüpft die Abgabe nicht am Jahresergebnis an, das Nettoprinzip ist nicht gewahrt. Das ist ein fundamentaler Unterschied und verlangt von der Gesellschaft besondere Kostendisziplin, weil sämtliche Aufwendungen nach der Steuerzahlung gedeckt werden müssen. Da die Spielbankabgaben teilweise bei der Hälfte der Bruttospielerträge liegt, kann die Belastung von staatlich-konzessionierten Spielbanken über der einer normalen Unternehmensbesteuerung liegen.

## Trivia
Für den Spieler sind Glücksspielgewinne nicht steuerbar, da sie keiner Einkunftsart zugeordnet werden können, insbesondere auch nicht § 22 Nr. 3 Satz 1 EStG. Entsprechend sind Verluste steuerlich ebenfalls nicht geltend zu machen.